# Слов'янська сільська територіальна громада
Слов'янська сільська територіальна громада — територіальна громада в Україні, у Синельниківському районі Дніпропетровської області, з адміністративним центром у селі Слов'янка.

## Загальна інформація
Площа території — 290,9 км², населення громади — 3 431 особи (2020 р.).

## Населені пункти
До складу громади входять 11 сіл: Андронівка, Зелене, Зоряне, Крутоярівка, Мала Покровка, Малієве, Маліївське, Миронове, Наталівка, Полтавське та Слов'янка.

## Історія
Створена у 2020 році, відповідно до розпорядження Кабінету Міністрів України № 709-р від 12 червня 2020 року «Про визначення адміністративних центрів та затвердження територій територіальних громад Дніпропетровської області», шляхом об'єднання територій та населених пунктів Зорянської та Слов'янської сільських рад Межівського району Дніпропетровської області.
19 липня 2020 року, в результаті адміністративно-територіальної реформи і ліквідації Межівського району, село увійшло до складу новоутвореного Синельниківського району.